# Ann Mui
Ann Mui (梅愛芳) (Hong Kong, 10 de diciembre de 1959-Hong Kong, 16 de abril de 2000) fue una cantante y actriz china. Ella era la hermana mayor de la actriz y cantante Anita Mui. Su madre se volvió a casar después de que su padre falleció. A pesar de no ser gemelas, sus voces para el canto eran muy similares, con la única forma de distinguirlas por la forma de manejar el micrófono en la mano. Ella es una de las artistas más recordadas por sus interpretaciones de sus personajes secundarios en varias películas, especialmente en la película titulada Police Story 2, protagonizada por Jackie Chan. Ella falleció de cáncer de cuello uterino, que fue comprobado genéticamente como el de su hermana, Anita, quien unos años después falleció por la misma razón (además de que ambas murieron a la misma edad de cuarenta años). Dejó viudo a su esposo, Lap-Tak Poon, y huérfanos a dos hijos. Al igual que Anita, tenía una voz para cantar dramática, una rareza de la música pop china.

## Filmografía
- 1995: Farewell My Dearest
- 1995: Chicken A La Queen
- 1992: Stagedoor Johnny
- 1989: Burning Ambition
- 1989: The Iceman Cometh
- 1989: They Came To Rob Hong Kong
- 1989: Touch and Go
- 1988: Police Story 2